# 탈달러화
탈달러화(영어: dedollarization)는 다음과 같은 용도로 사용되는 통화로 미국 달러를 대체하는 과정을 지칭한다.
- 석유 및 기타 상품 거래 (페트로달러 참조)
- 외환보유고로 미국 달러를 구매
- 양자 무역 협정
- 달러 표시 자산

브레튼우즈 체제가 수립된 이후 미국 달러는 국제 무역에서 매개 수단으로 사용되었다. 최근 몇년 동안 몇몇 국가에서 자국 통화로 거래하려고 전환하려는 시도가 있다.

## 같이 보기
- 미국 달러
- 기축 통화
- 통화대체